# Hydraena britteni
Hydraena britteni är en skalbaggsart som beskrevs av Joy 1907. Hydraena britteni ingår i släktet Hydraena och familjen vattenbrynsbaggar. Arten är reproducerande i Sverige. Inga underarter finns listade i Catalogue of Life.